# Biserica unitariană din Isla
Biserica unitariană din Isla este un monument istoric aflat pe teritoriul satului Isla, comuna Hodoșa. În Repertoriul Arheologic Național, monumentul apare cu codul 117532.01.

## Localitatea
Isla (în maghiară Iszló) este un sat în comuna Hodoșa din județul Mureș, Transilvania, România. Se află în partea centrală a județului, în Podișul Târnavelor.

## Biserica
Mica biserică unitariană, construită din piatră, se află pe un deal, accesul fiind prin curtea casei parohiale. A fost construită în secolul XVI, cu sprijinul familiei Iszlai, ai cărei membri sunt îngropați în curtea bisericii. Acoperișul de șindrilă a fost înlocuit cu țiglă în 1928, iar turnul a fost acoperit cu tablă din cositor în 1963.

## Imagini din exterior

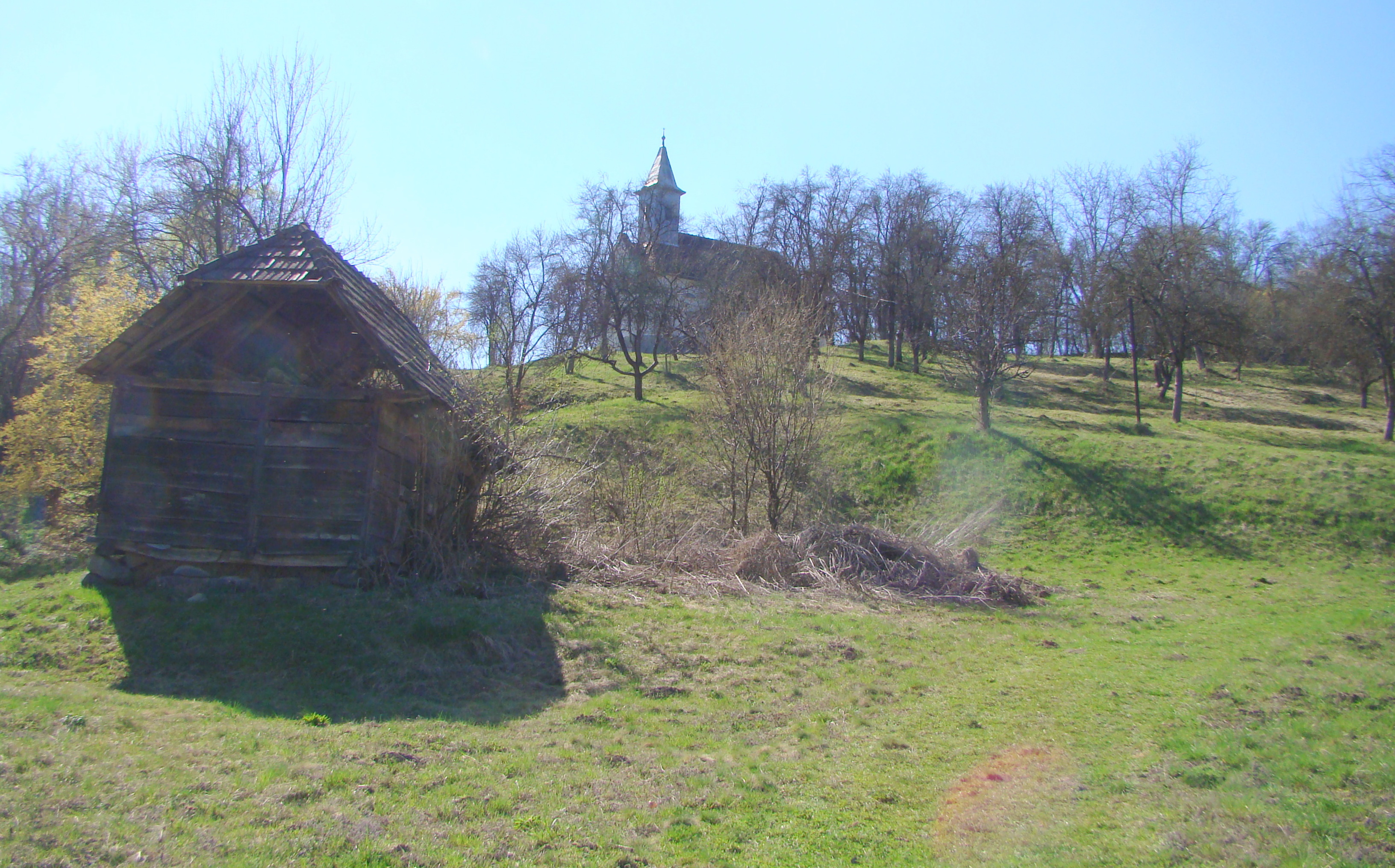
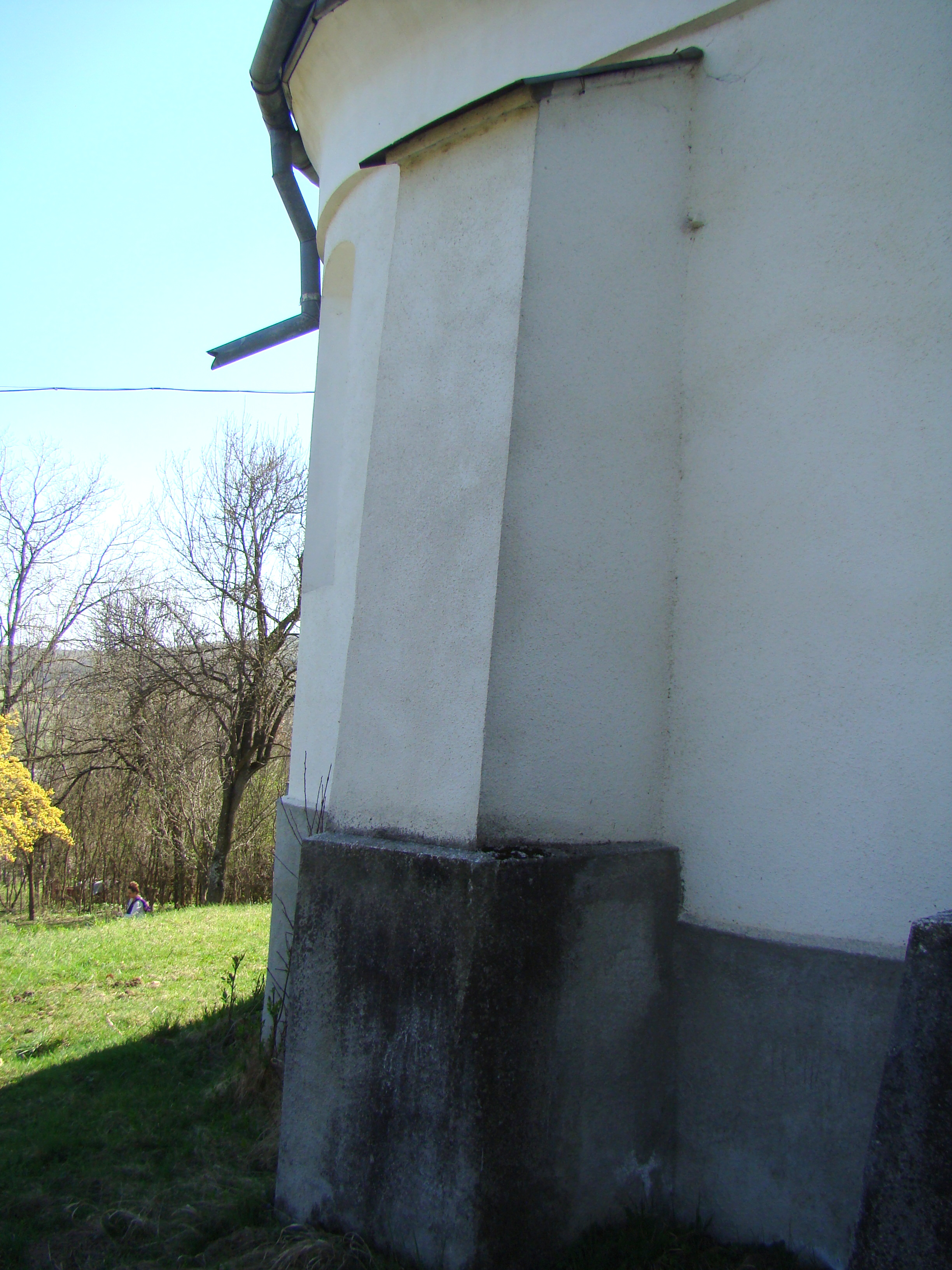
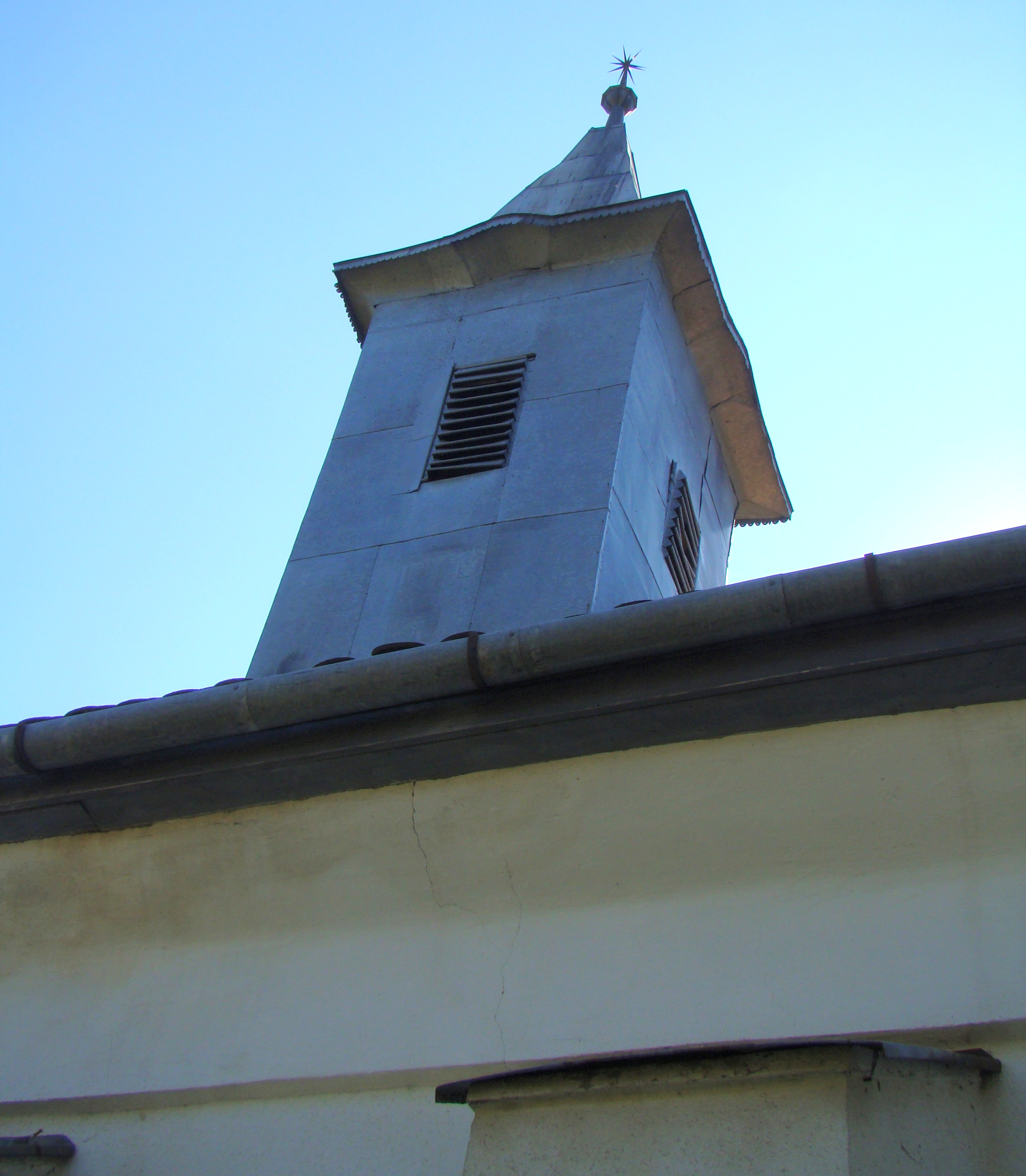
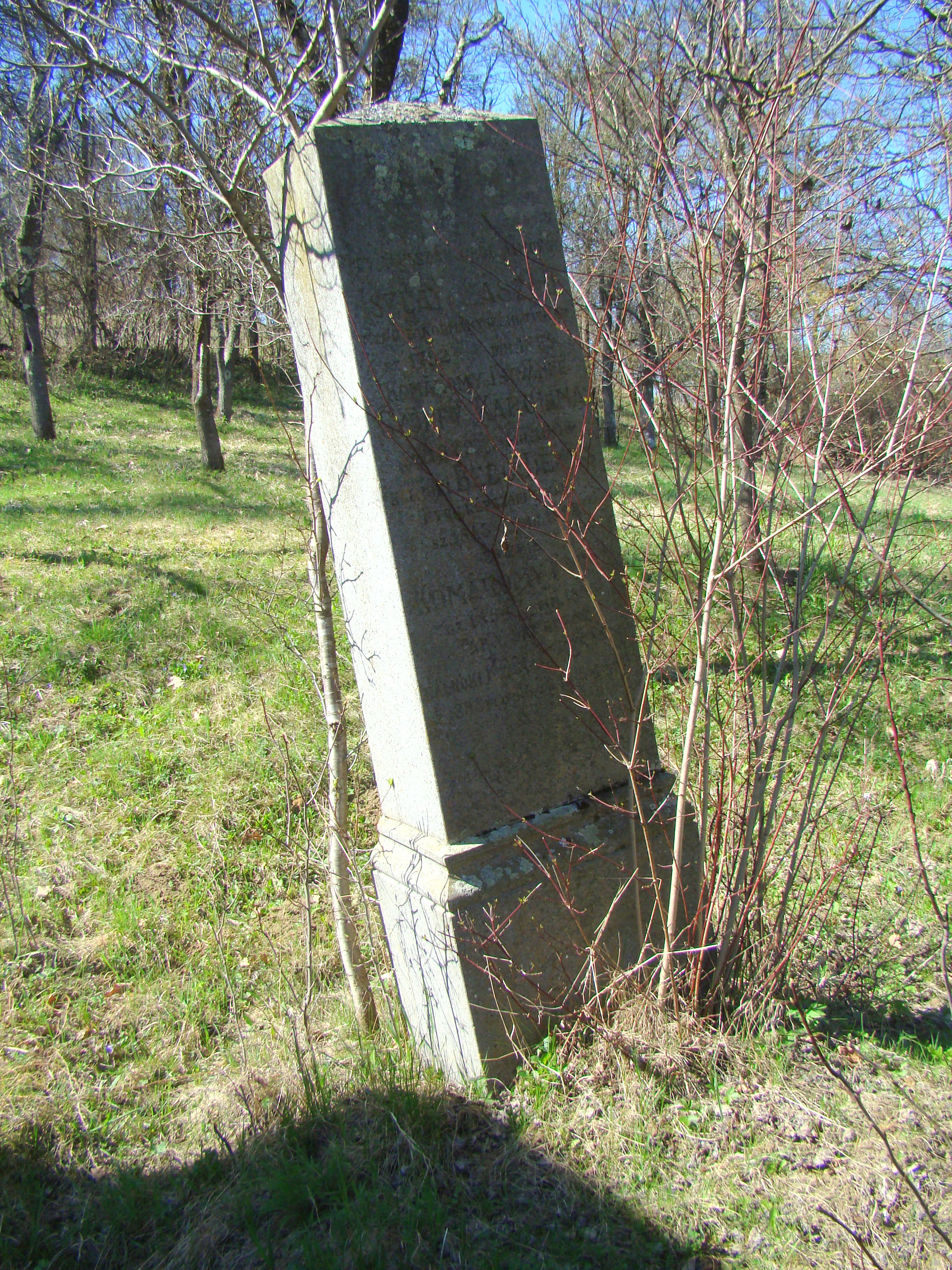
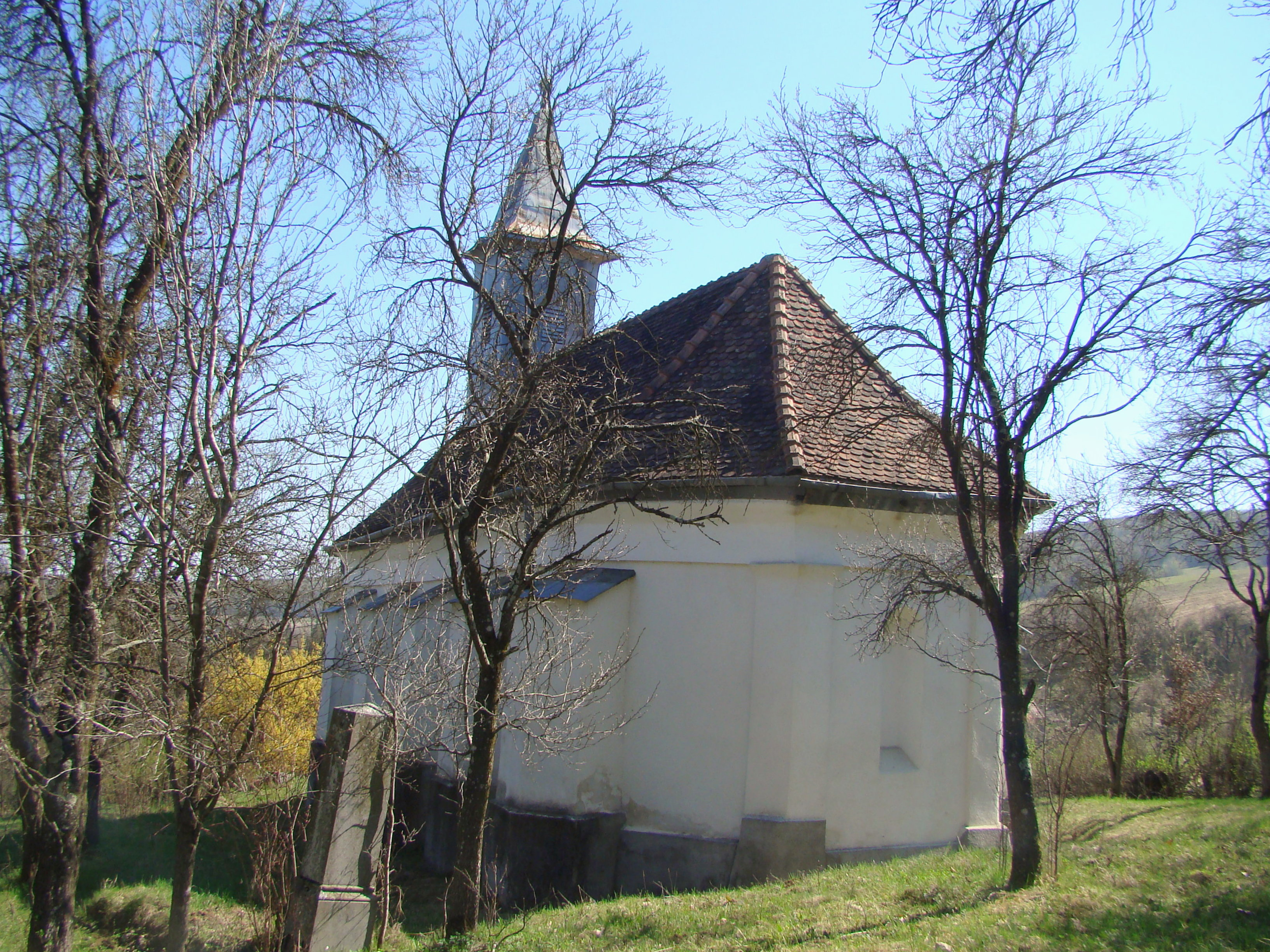
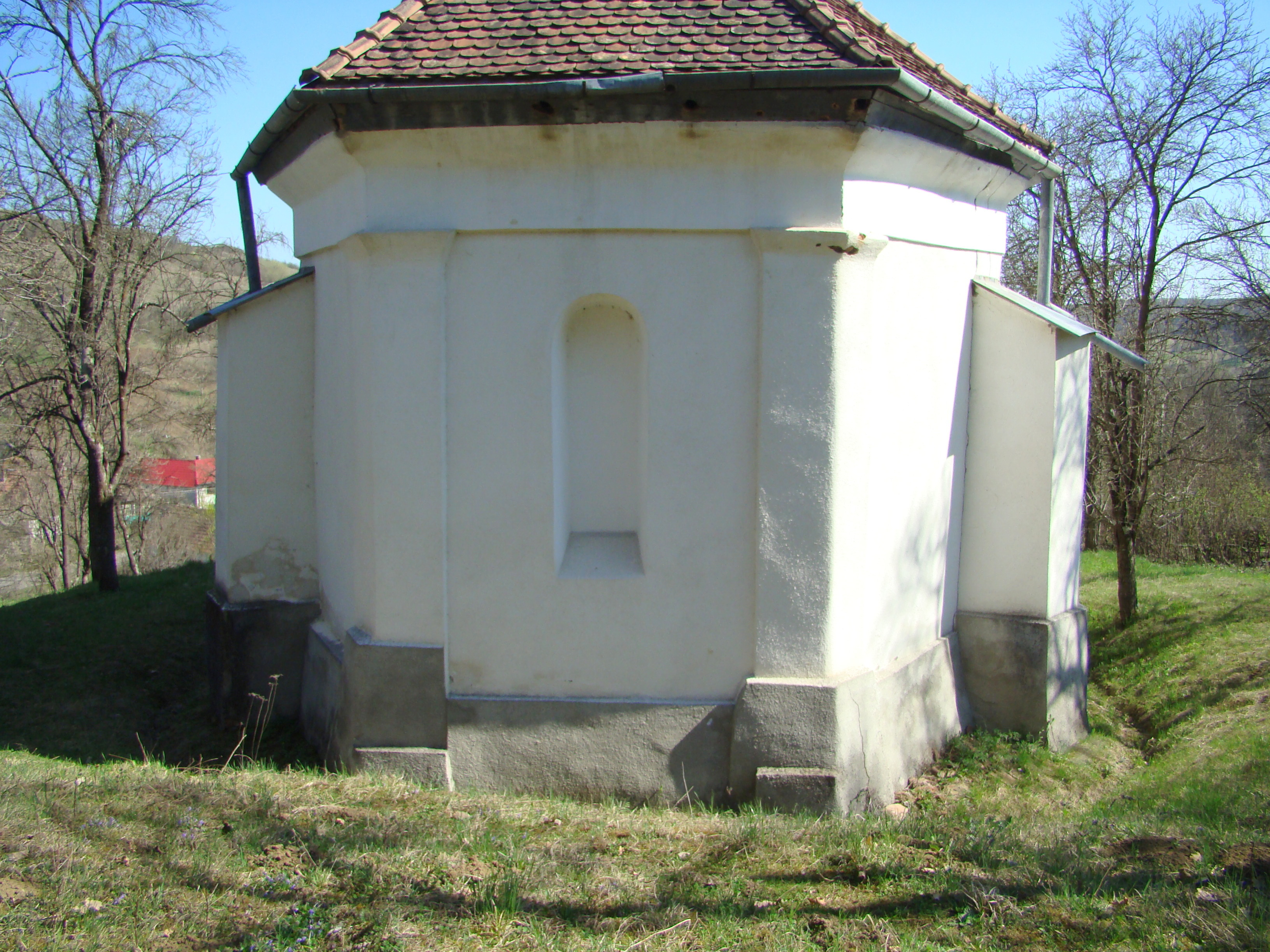
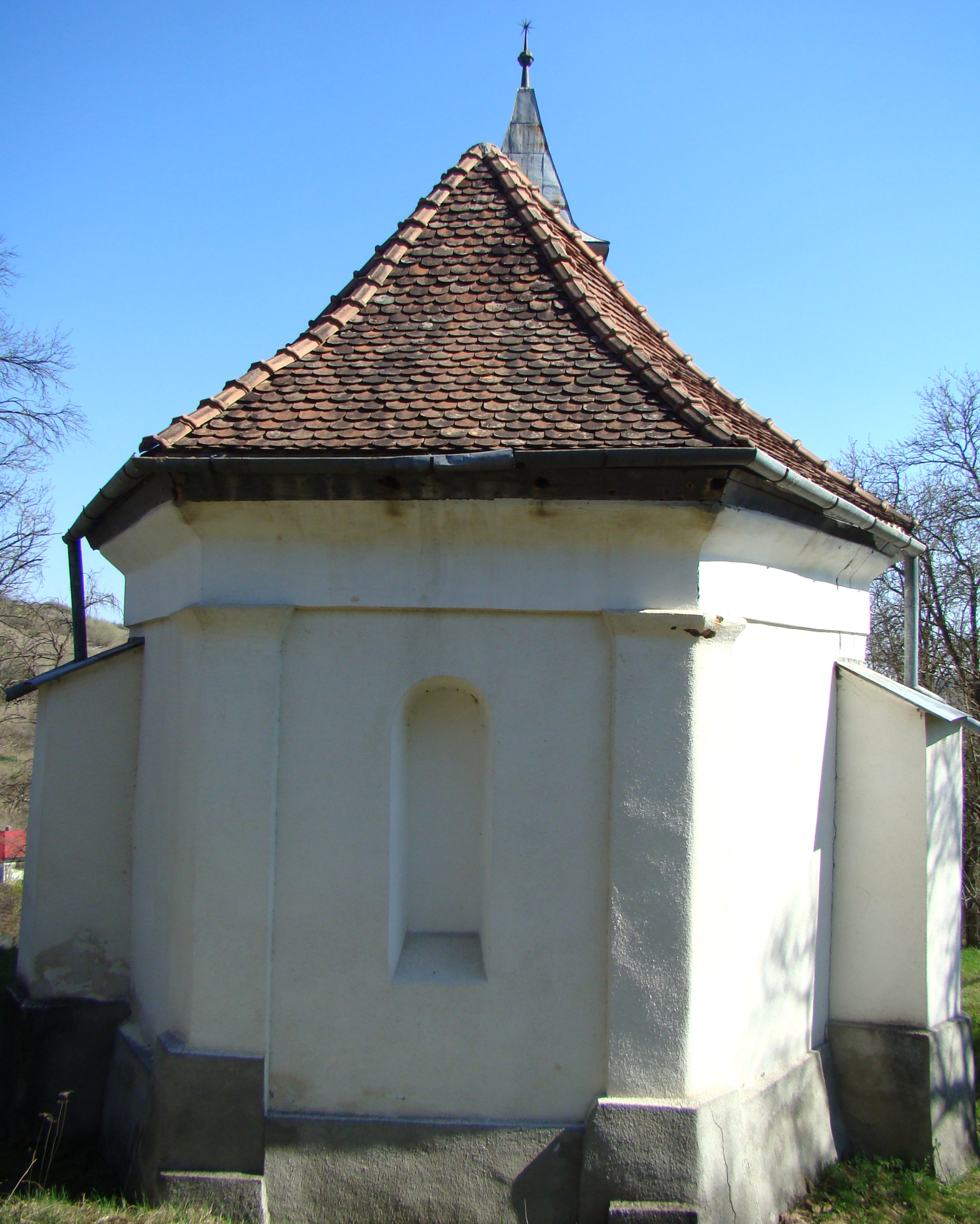
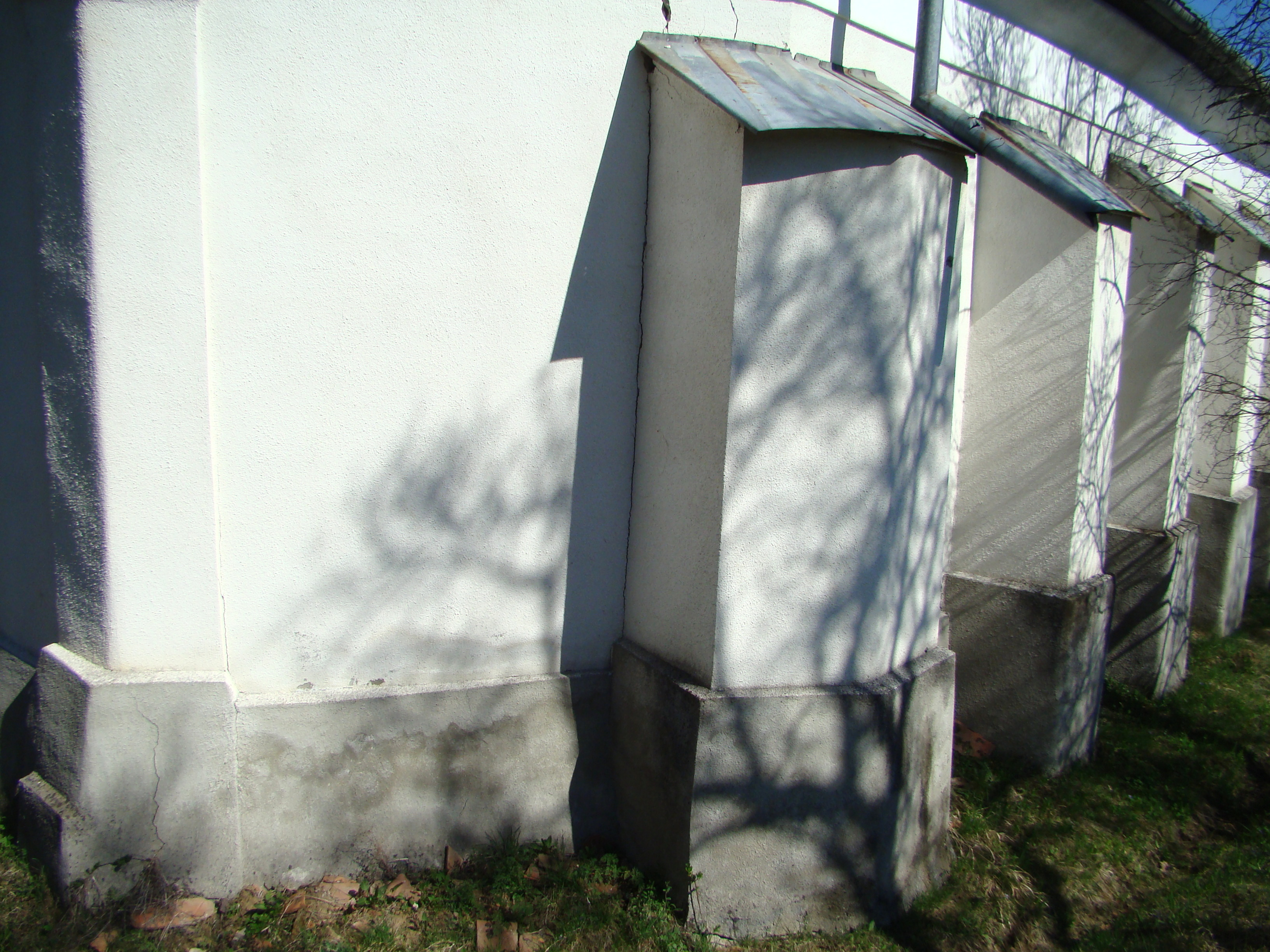
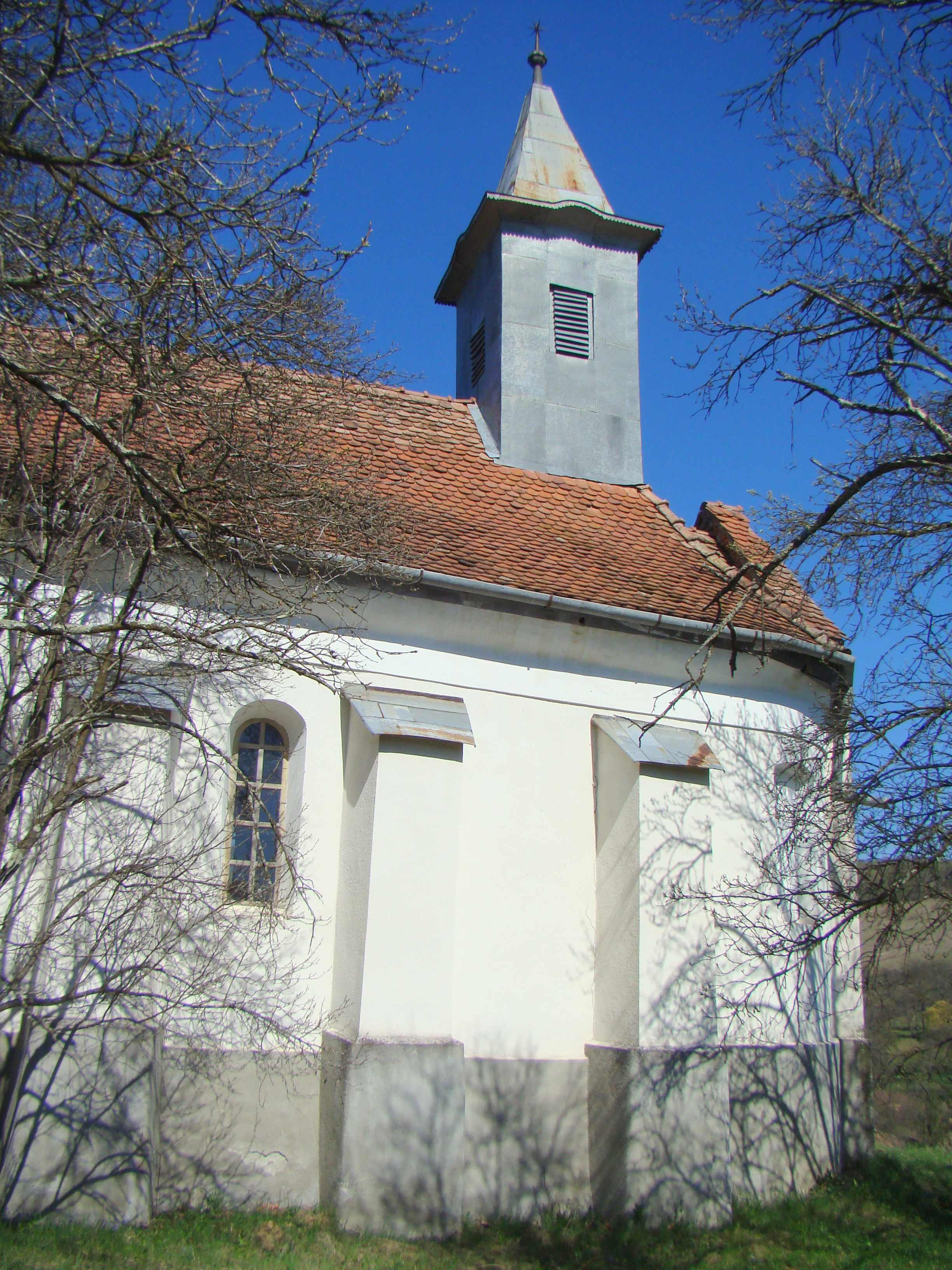
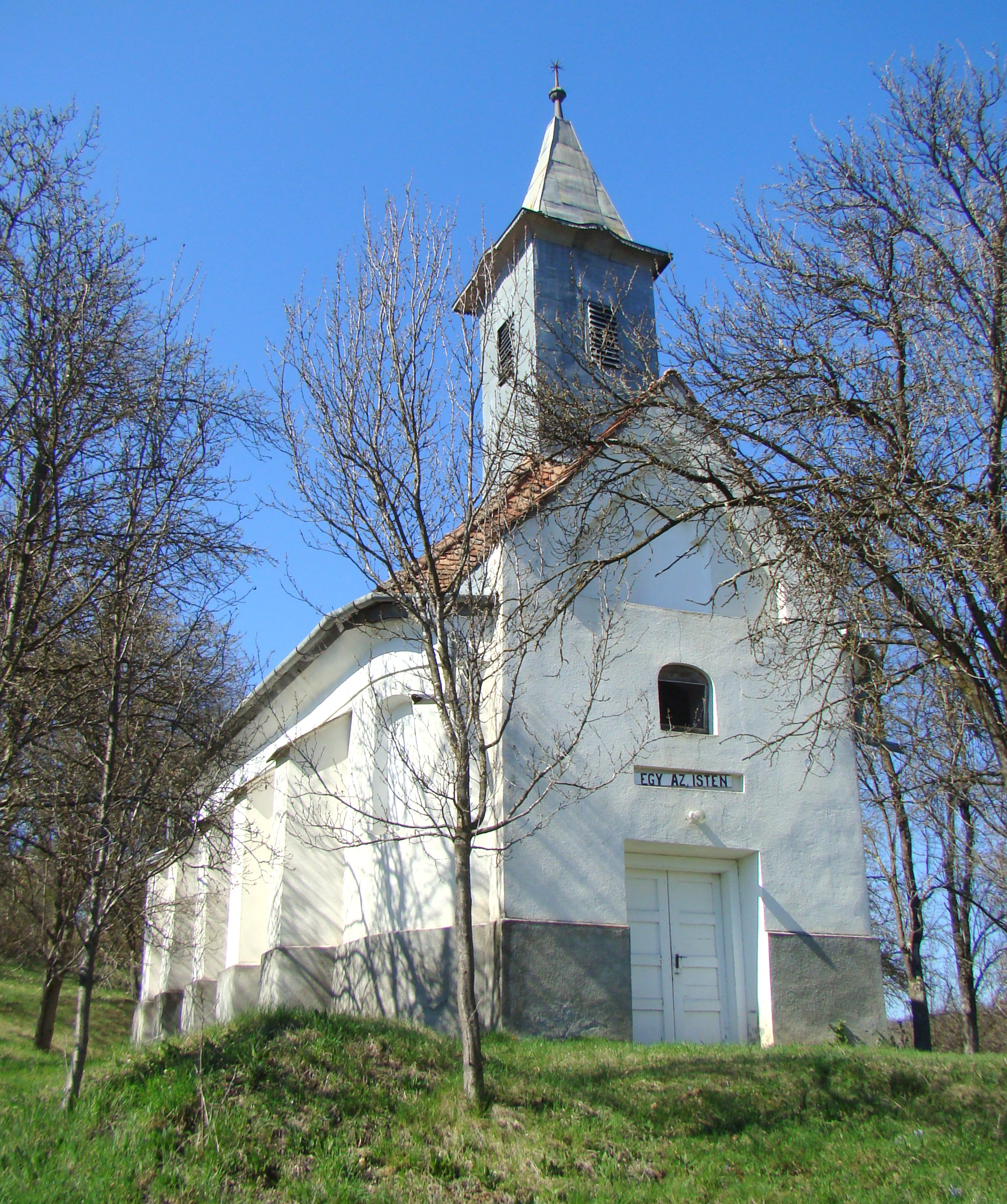
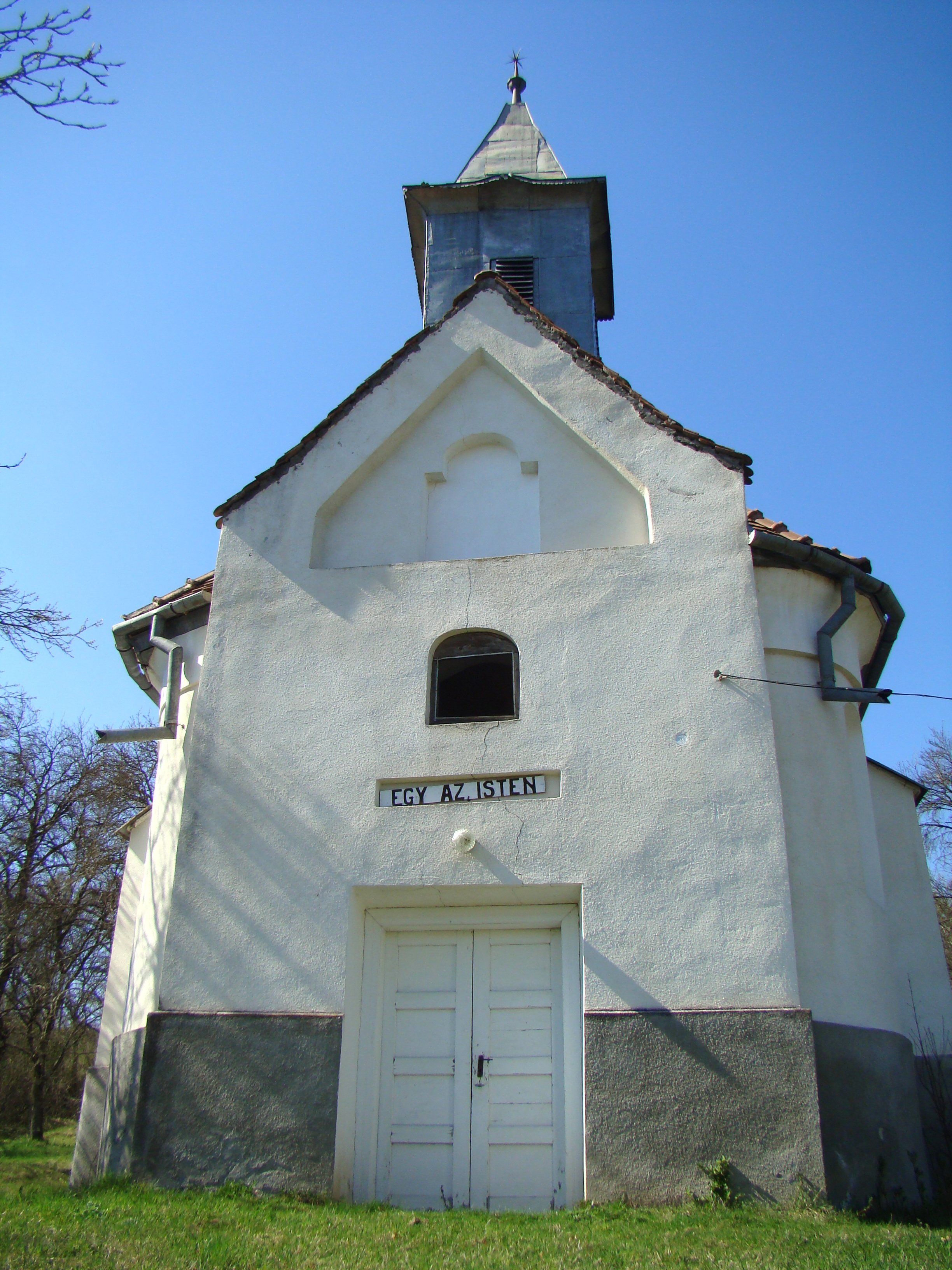
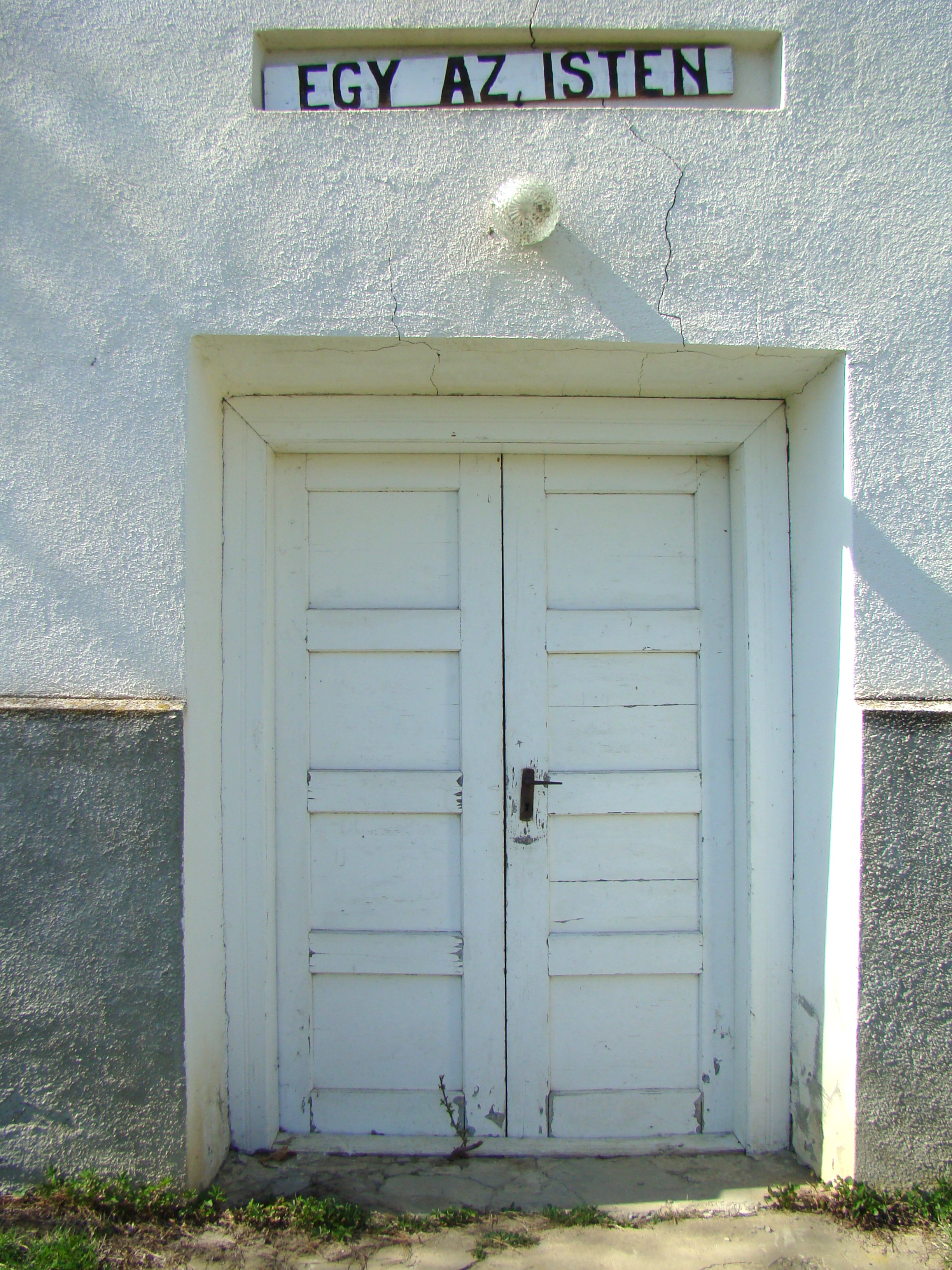
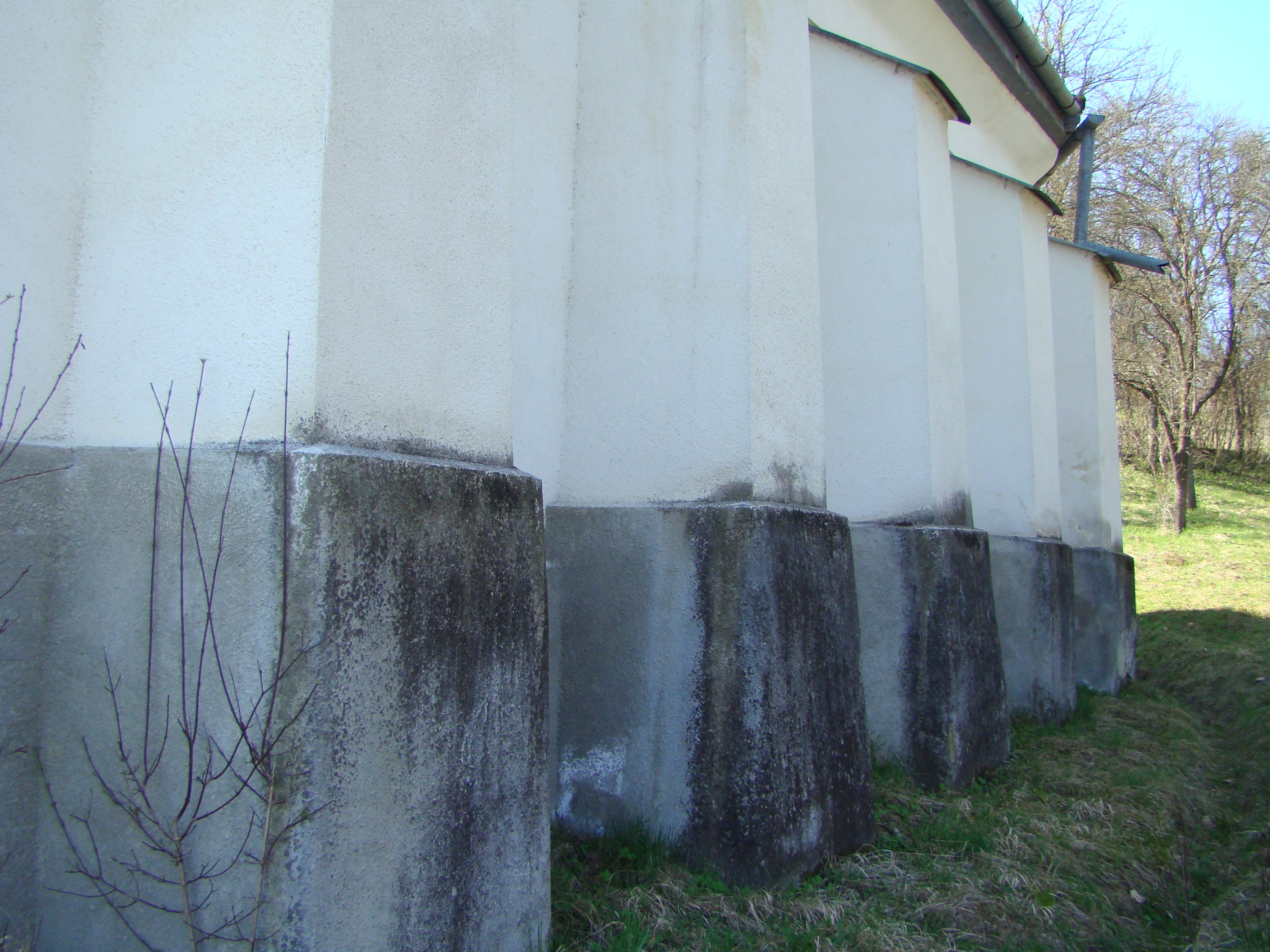
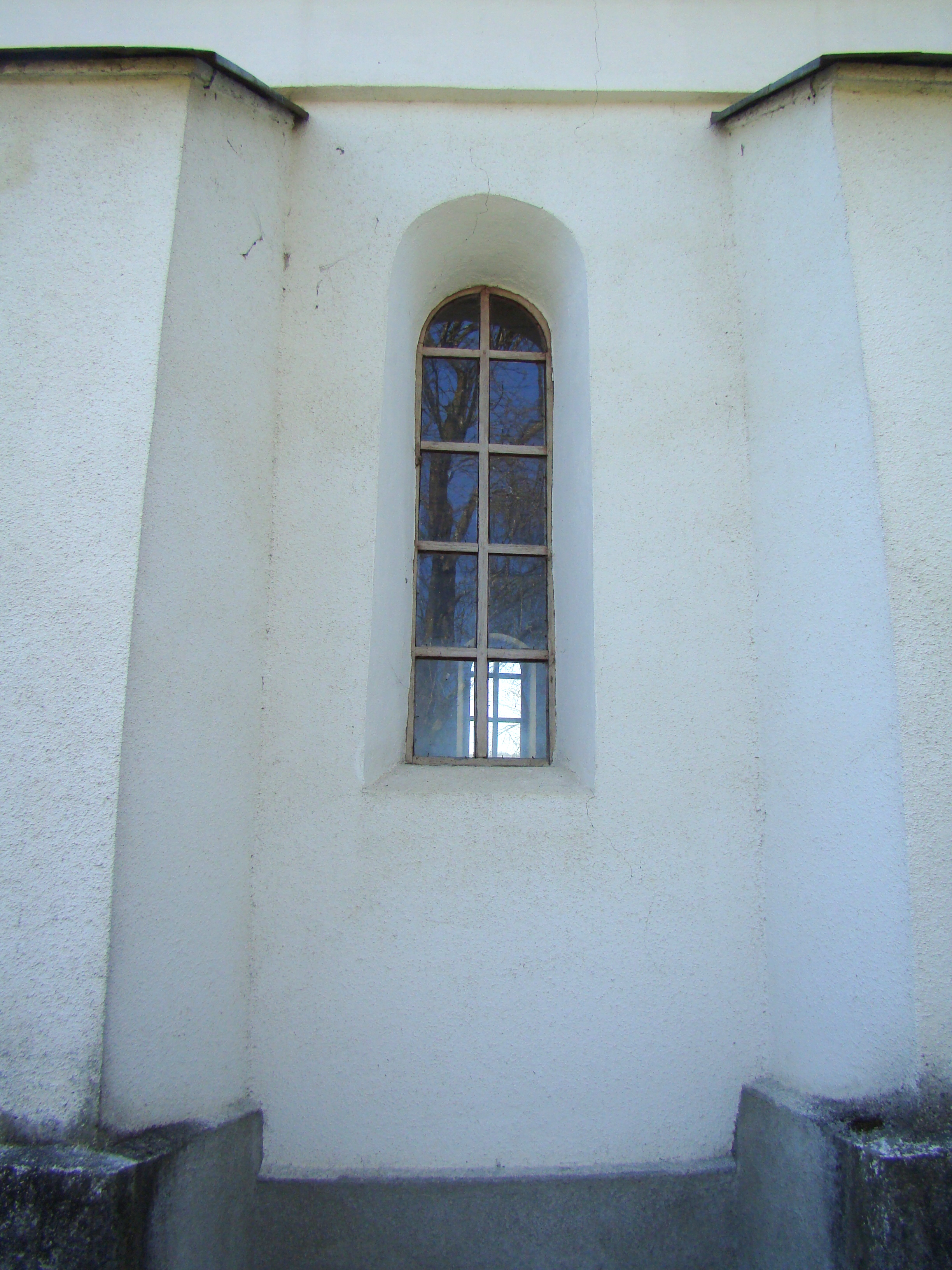
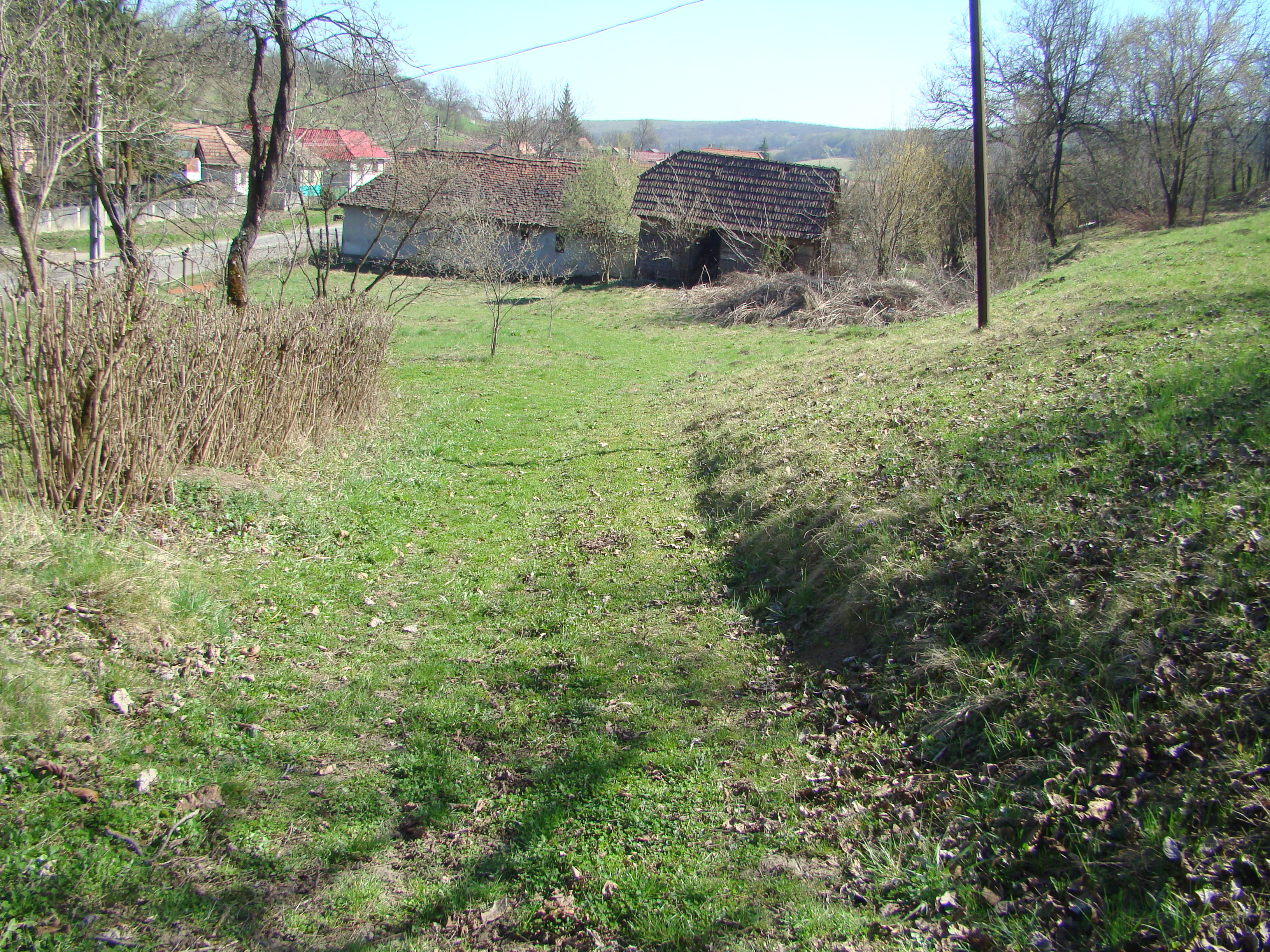
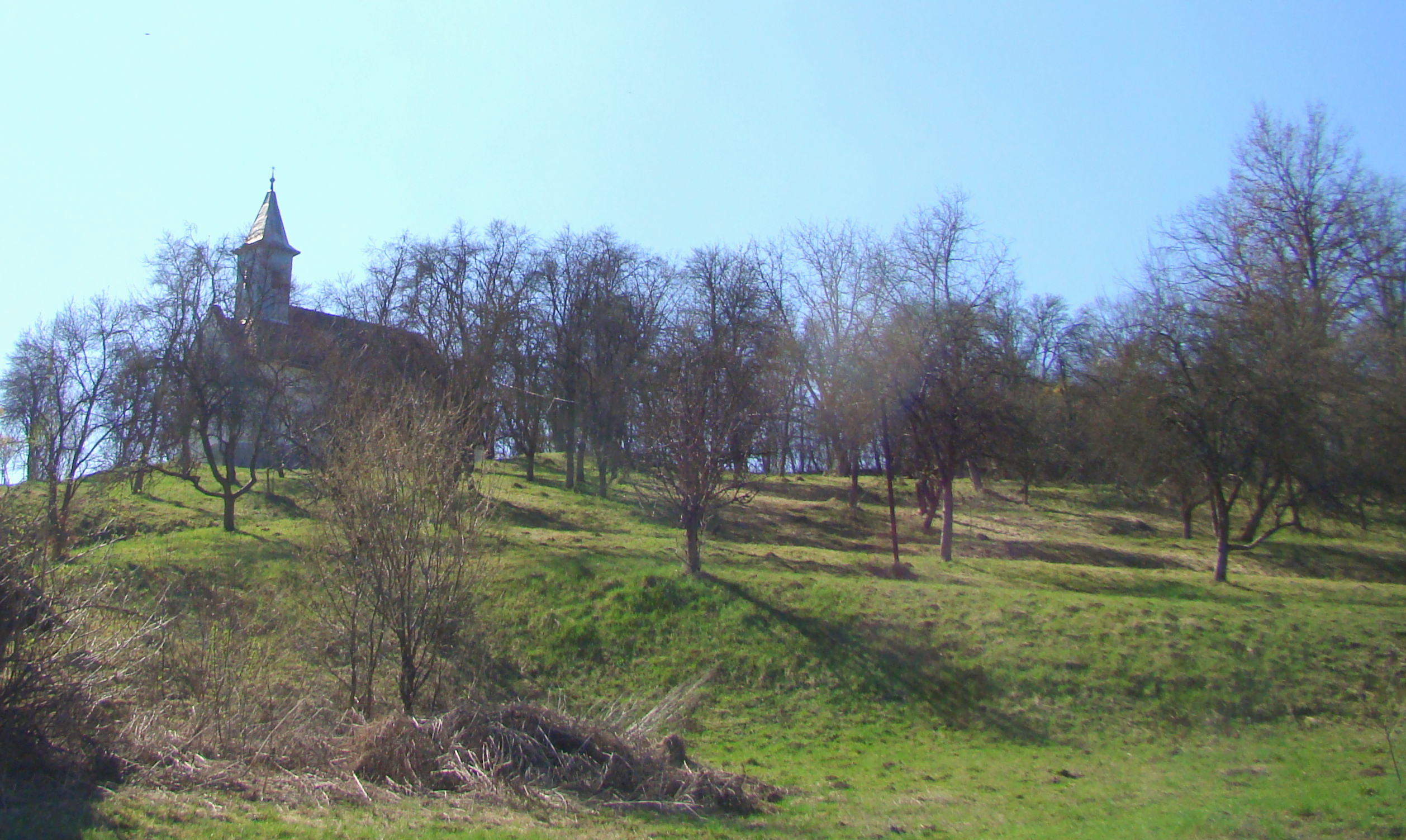

## Vezi și
- Isla, Mureș